# Москаленко Лариса Віталіївна
Лариса Віталіївна Москаленко (* 3 січня 1963) — українська яхтсменка, бронзовий призер Олімпійських ігор. Майстер спорту міжнародного класу.

## Кар'єра
На Олімпійських іграх 1988 в класі «470» разом з Іриною Чуніховською виграла бронзову медаль.
На Олімпійських іграх 1992 року в класі «470» разом з Оленою Пахольчик посіла четверте місце.

## Викрадення дітей
31 жовтня 2013 в Палермо була заарештована за підозрою у викраденні дітей. Мались на увазі діти від змішаних шлюбів, щодо місця проживання яких не можуть домовитися їхні батьки. Щоб отримати назад дитину, що проживає з одним з подружжя чи іншими родичами, батьки були готові платити до 200 тис. евро.
У грудні 2013 завдяки зусиллям адвокатів два головних обвинувачення — у викраденні дітей і незаконному перевезенні зброї — були зняті.
Адвокати не сумніваються, що скоро з української чемпіонки будуть повністю зняті всі звинувачення. Справа в тому, що в зафіксованому факті перевезення дітей є цілком легальна складова: таким чином одна з норвезьких компаній повертає дитину одному з батьків за рішенням суду.